# وراناوا
وراناوا (به لاتین: Voranava) یک منطقهٔ مسکونی در بلاروس است که در منطقه گرودنو واقع شده‌است. وراناوا ۷٬۰۰۰ نفر جمعیت دارد و ۱۶۵ متر بالاتر از سطح دریا واقع شده‌است.

## نگارخانه

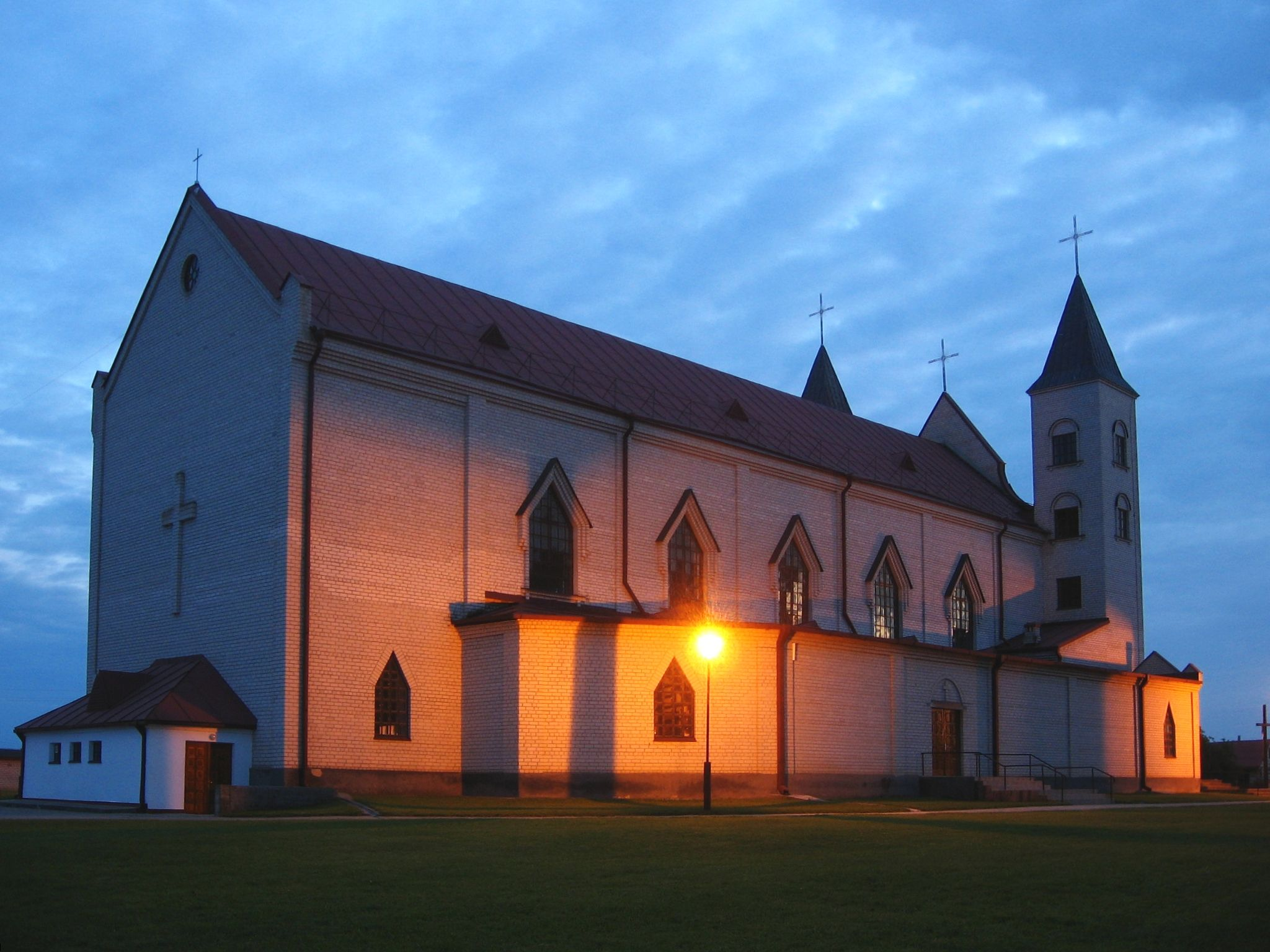
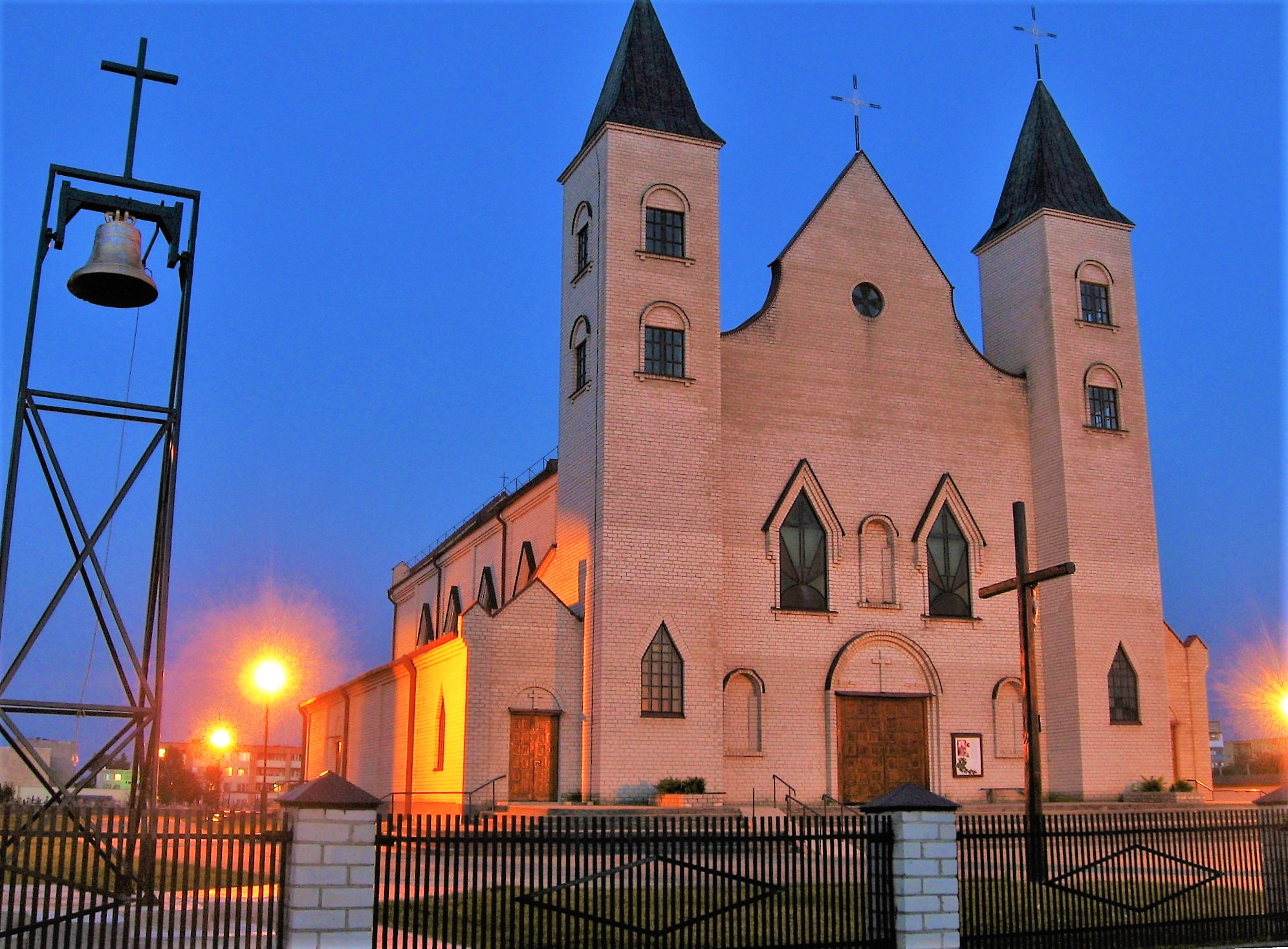
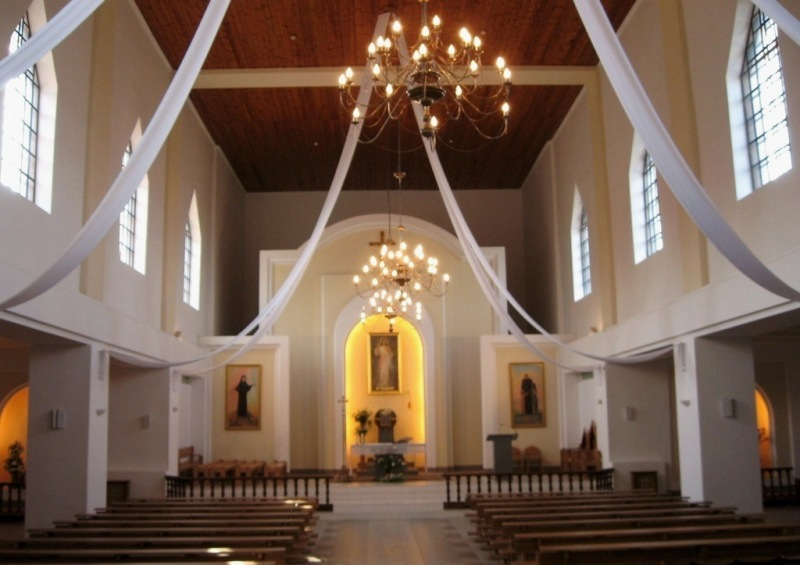
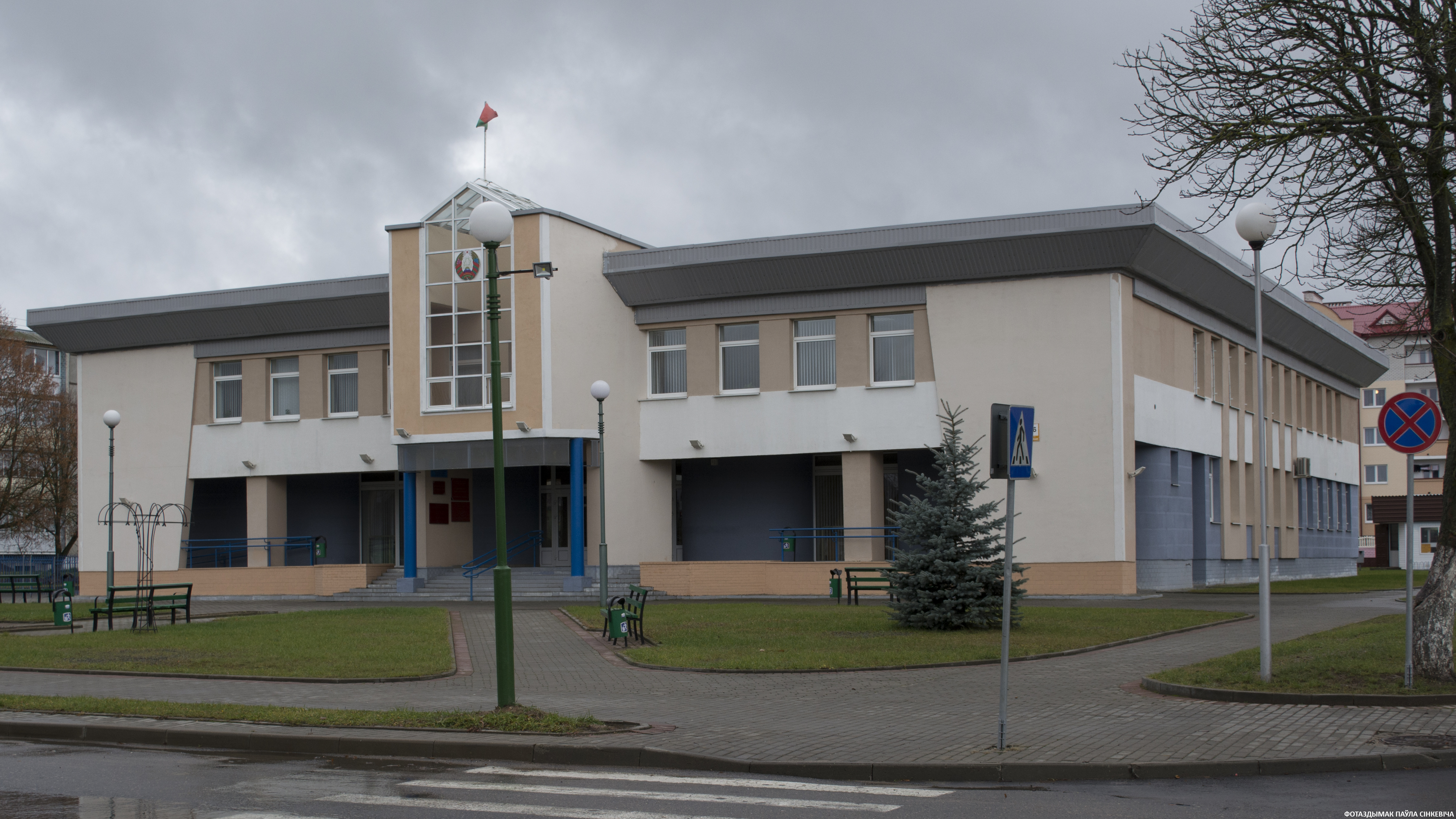
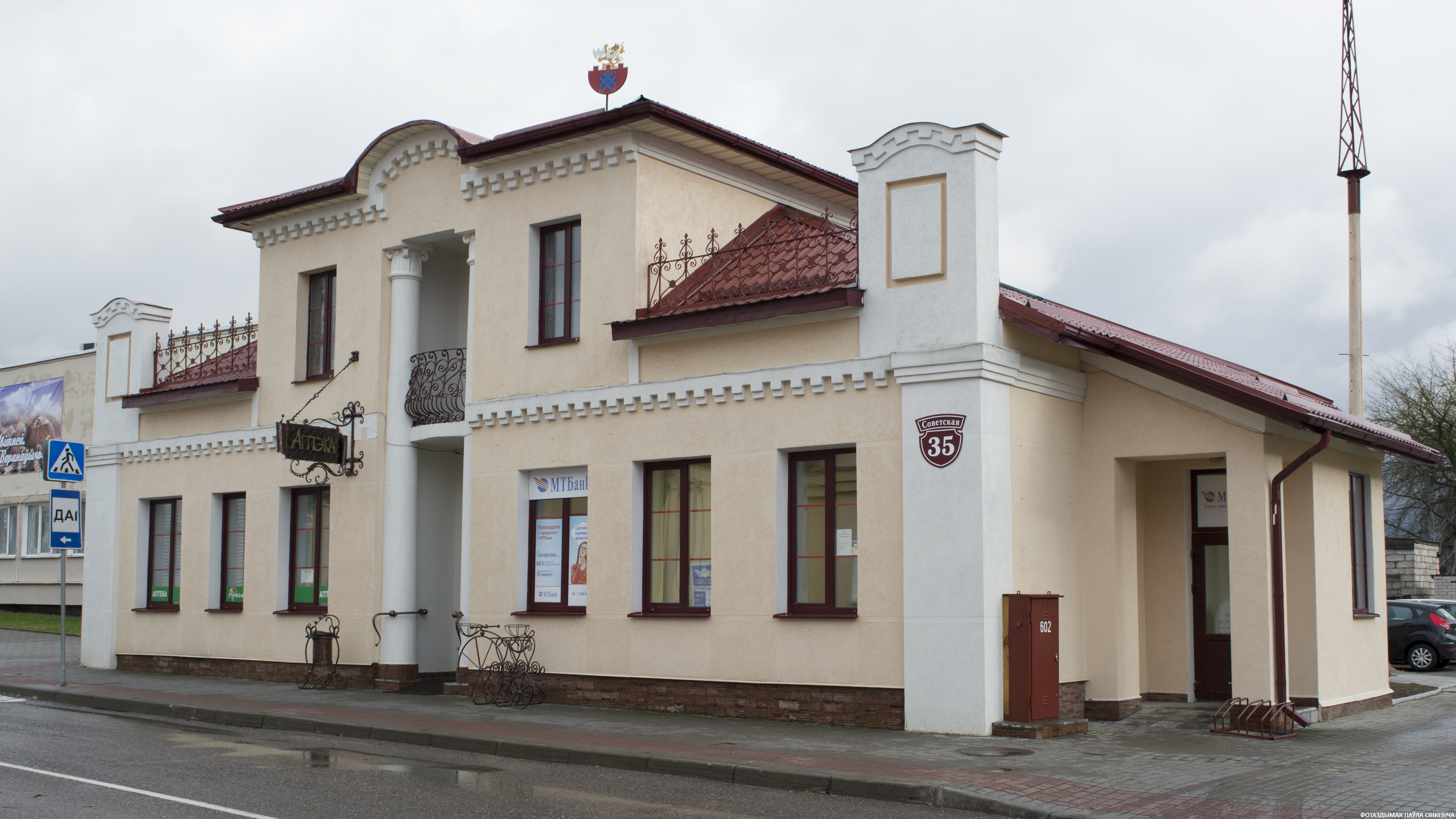
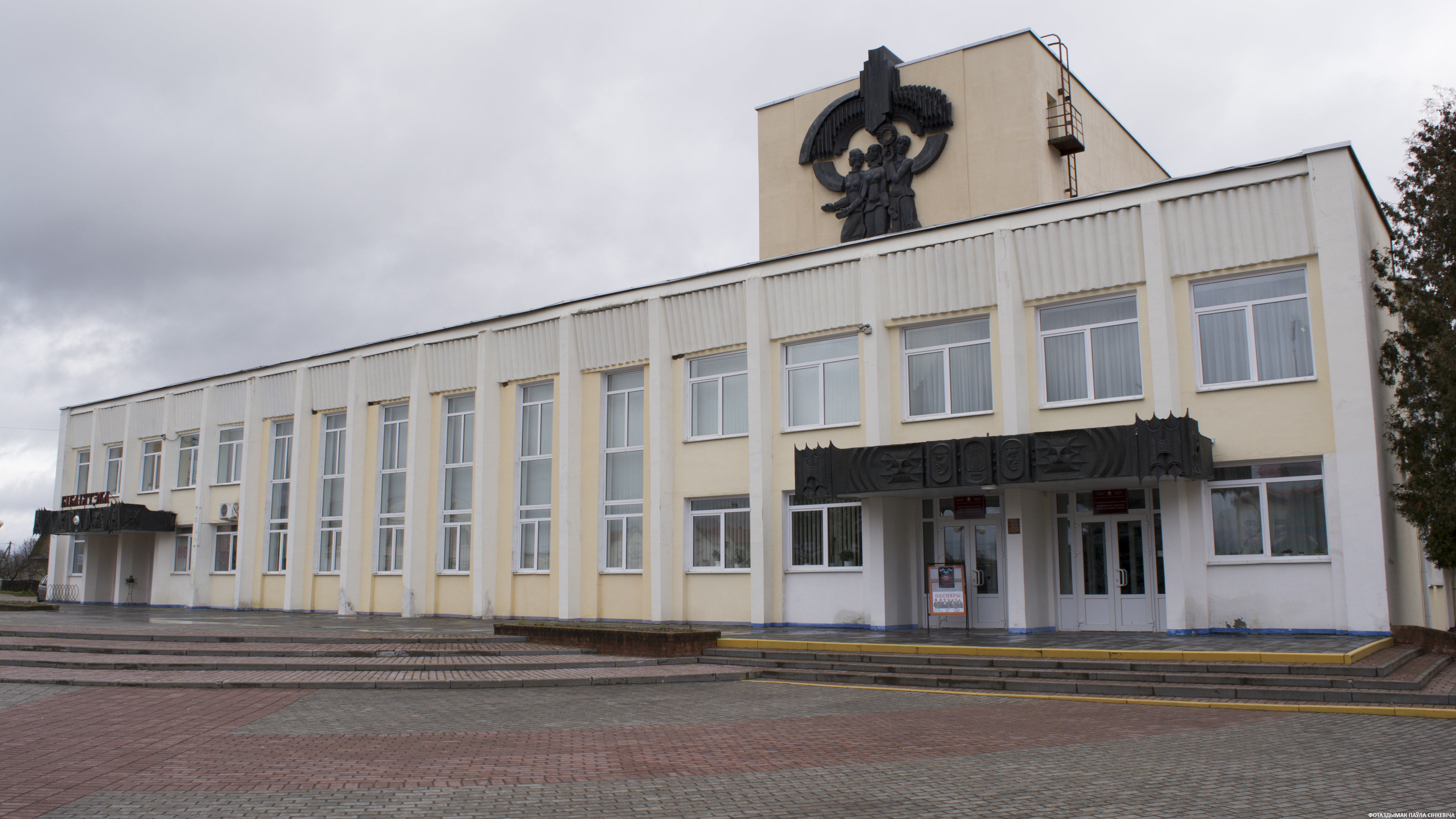
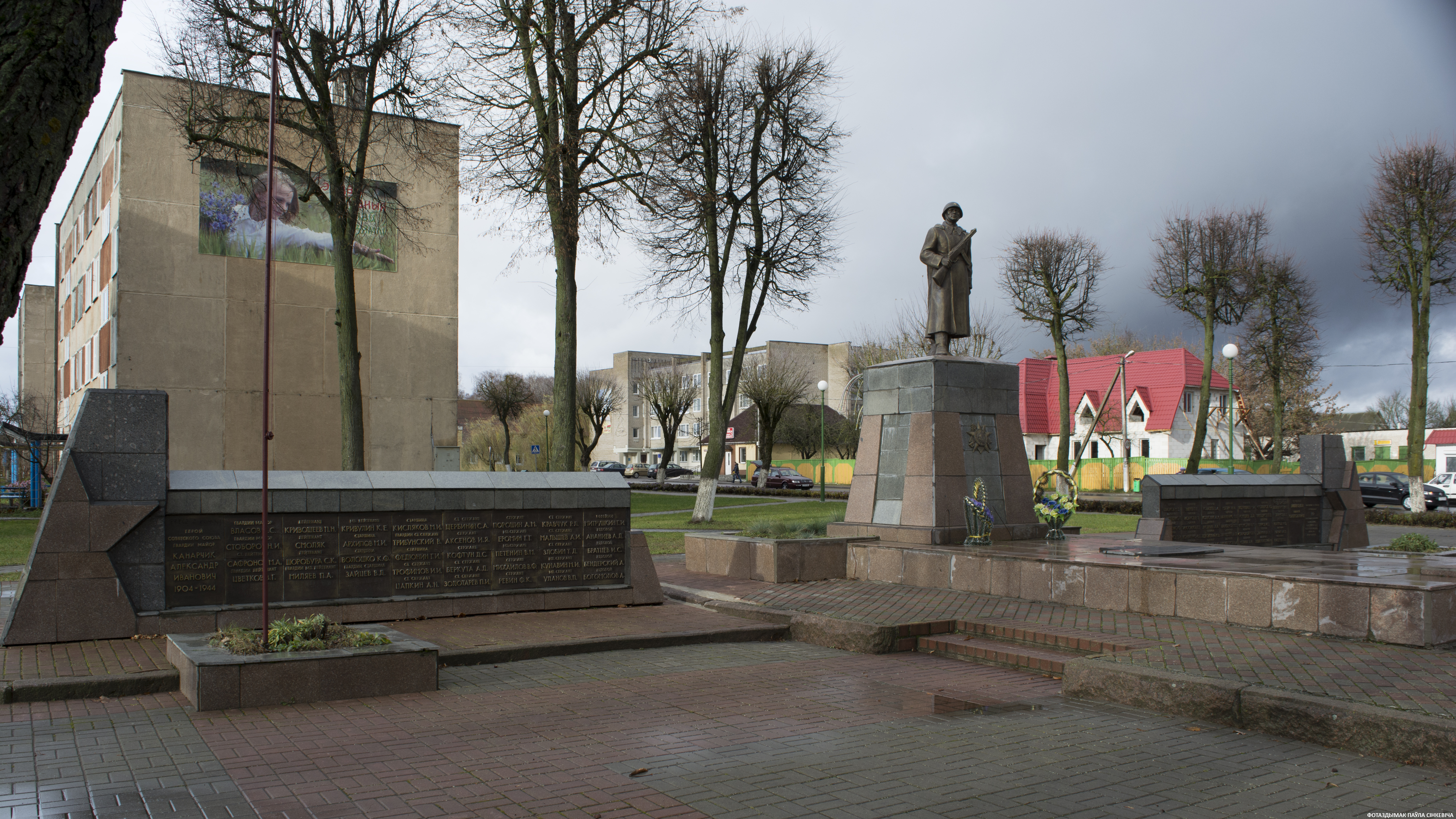
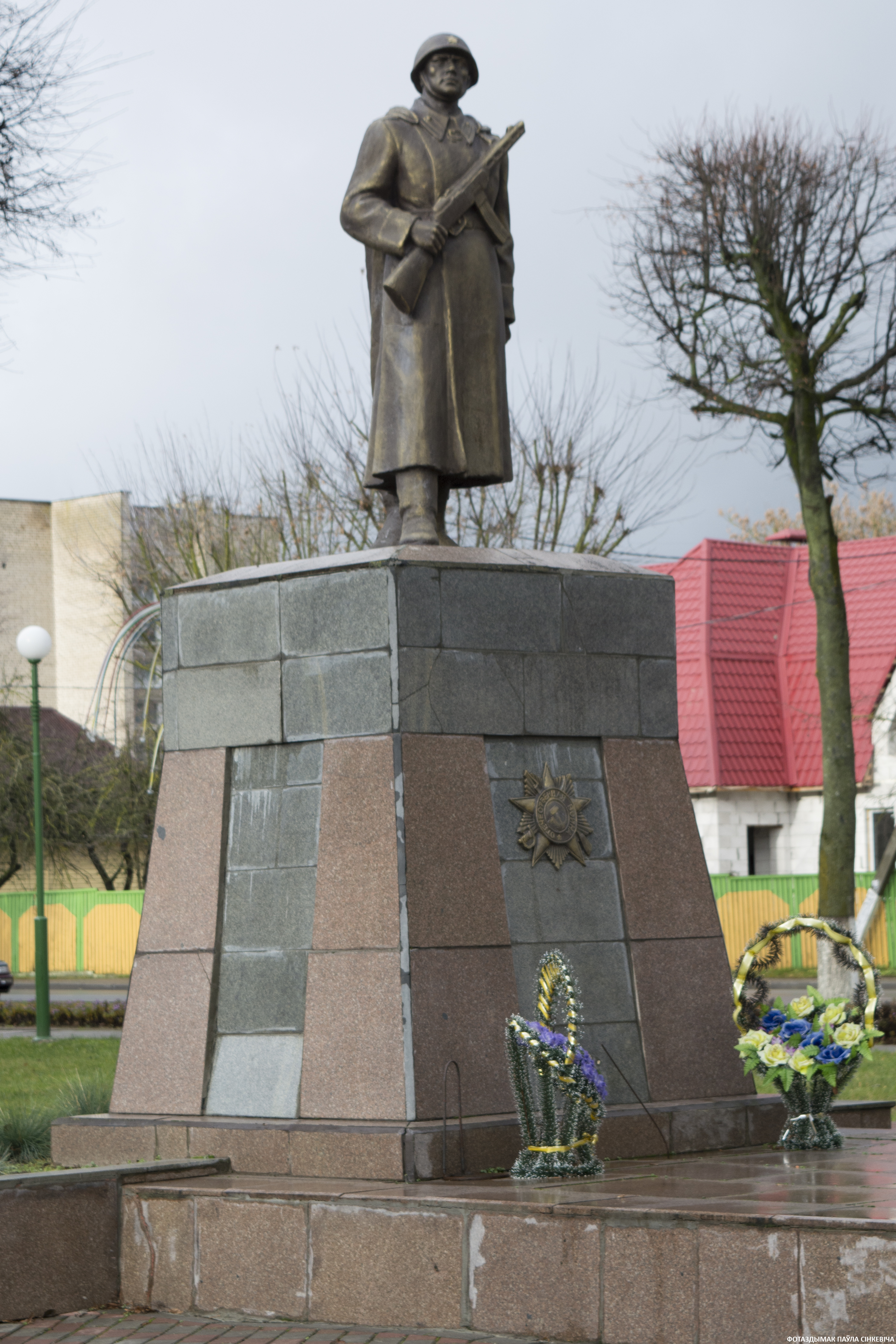
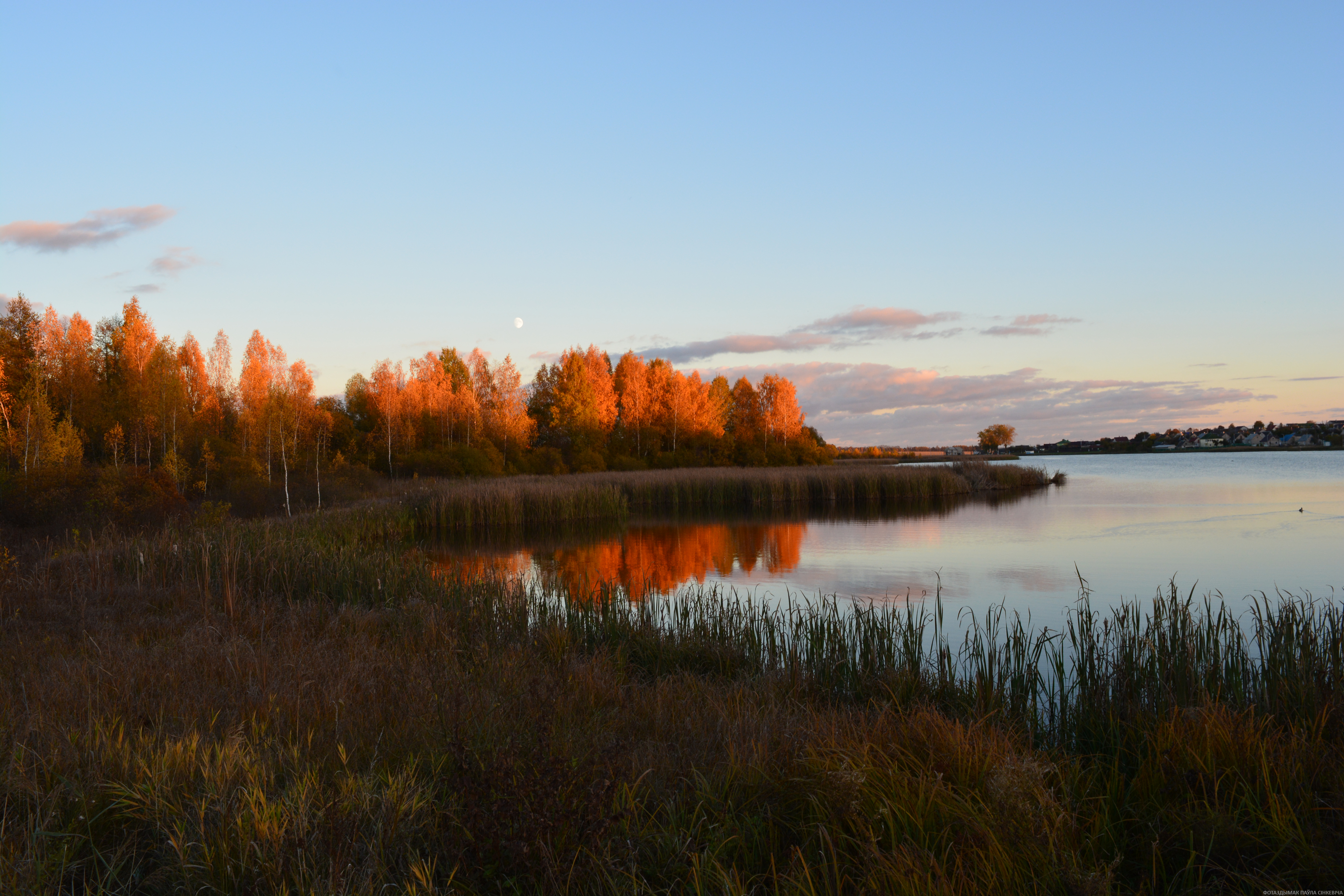
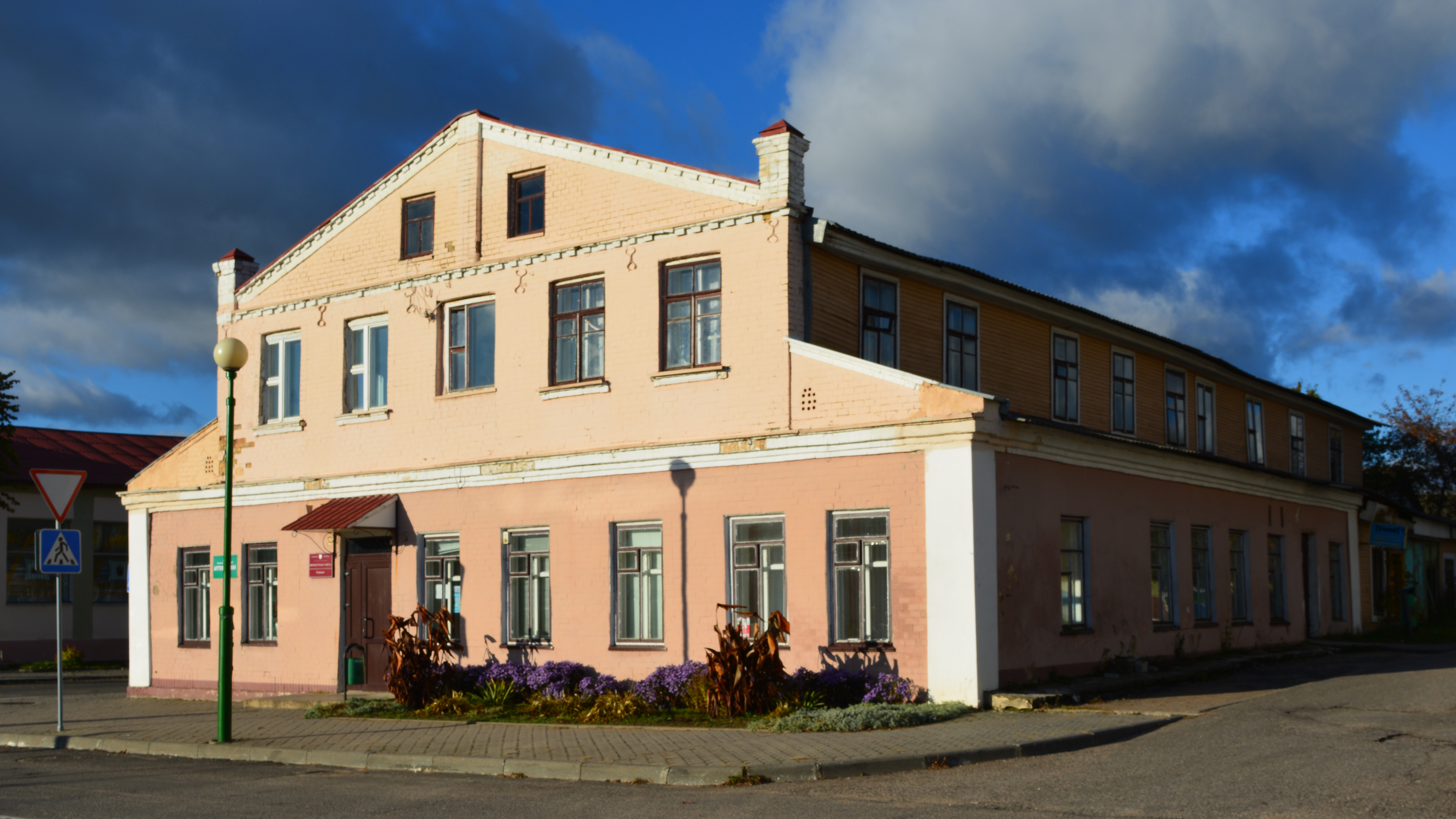
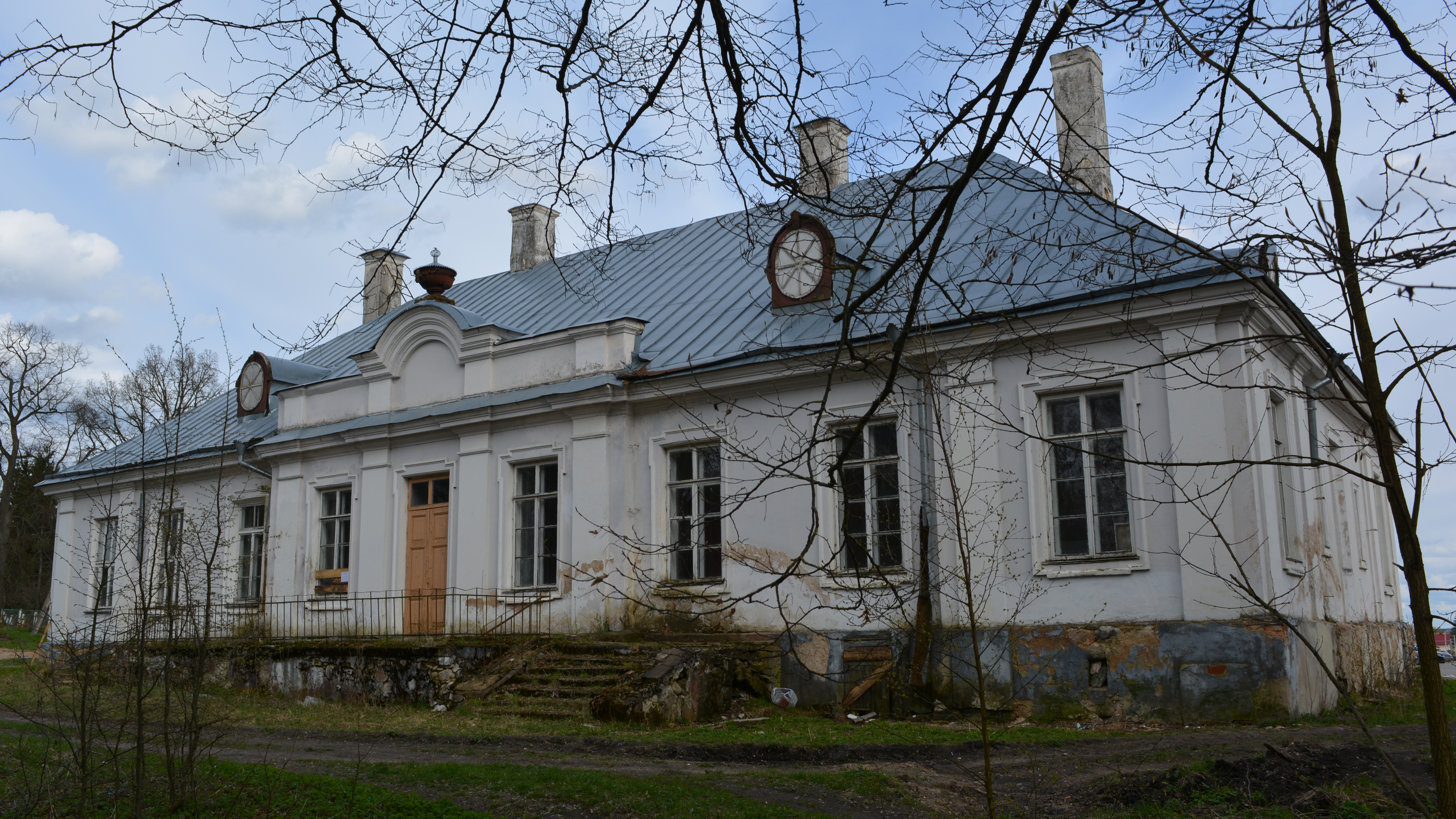
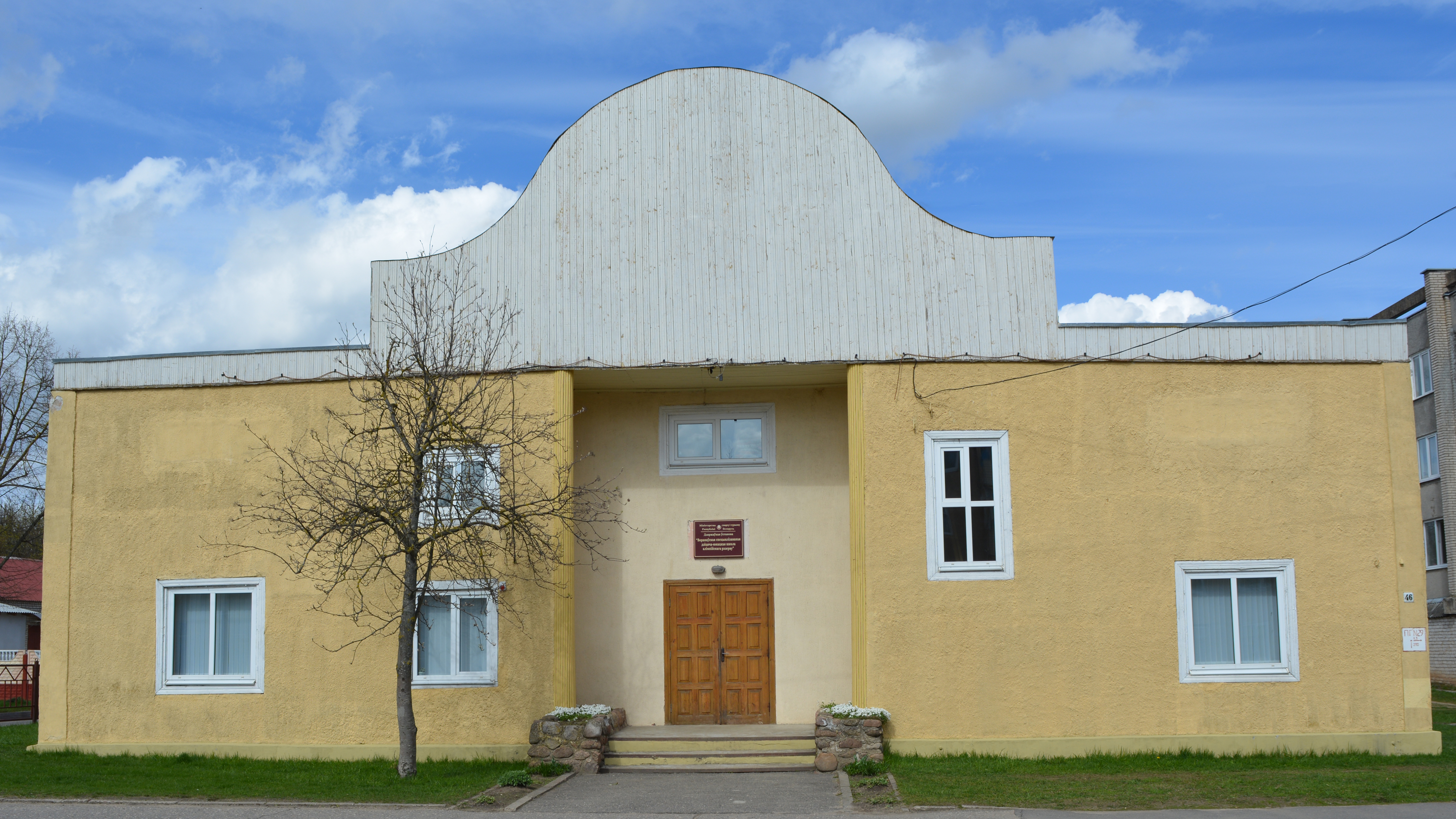
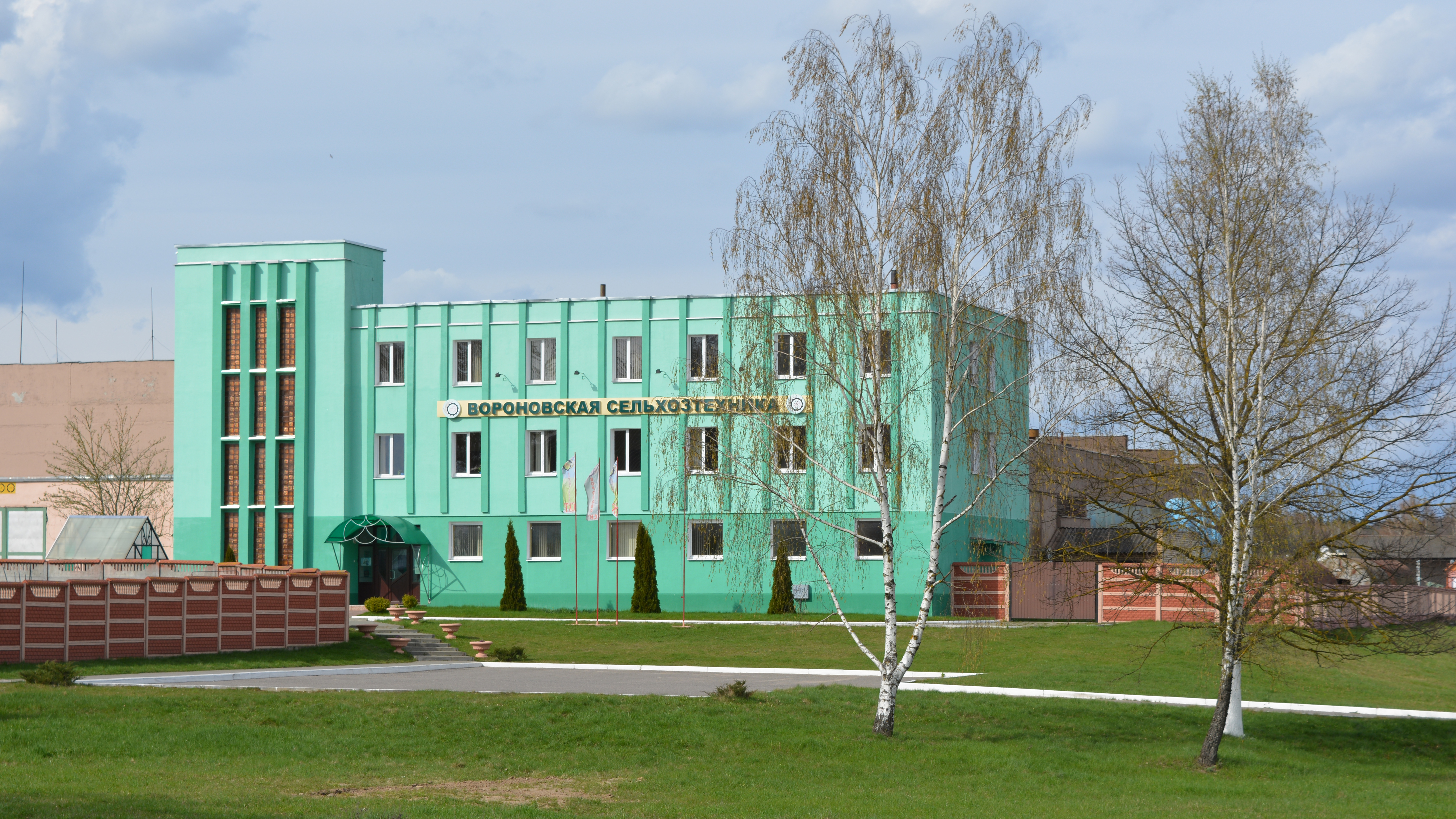
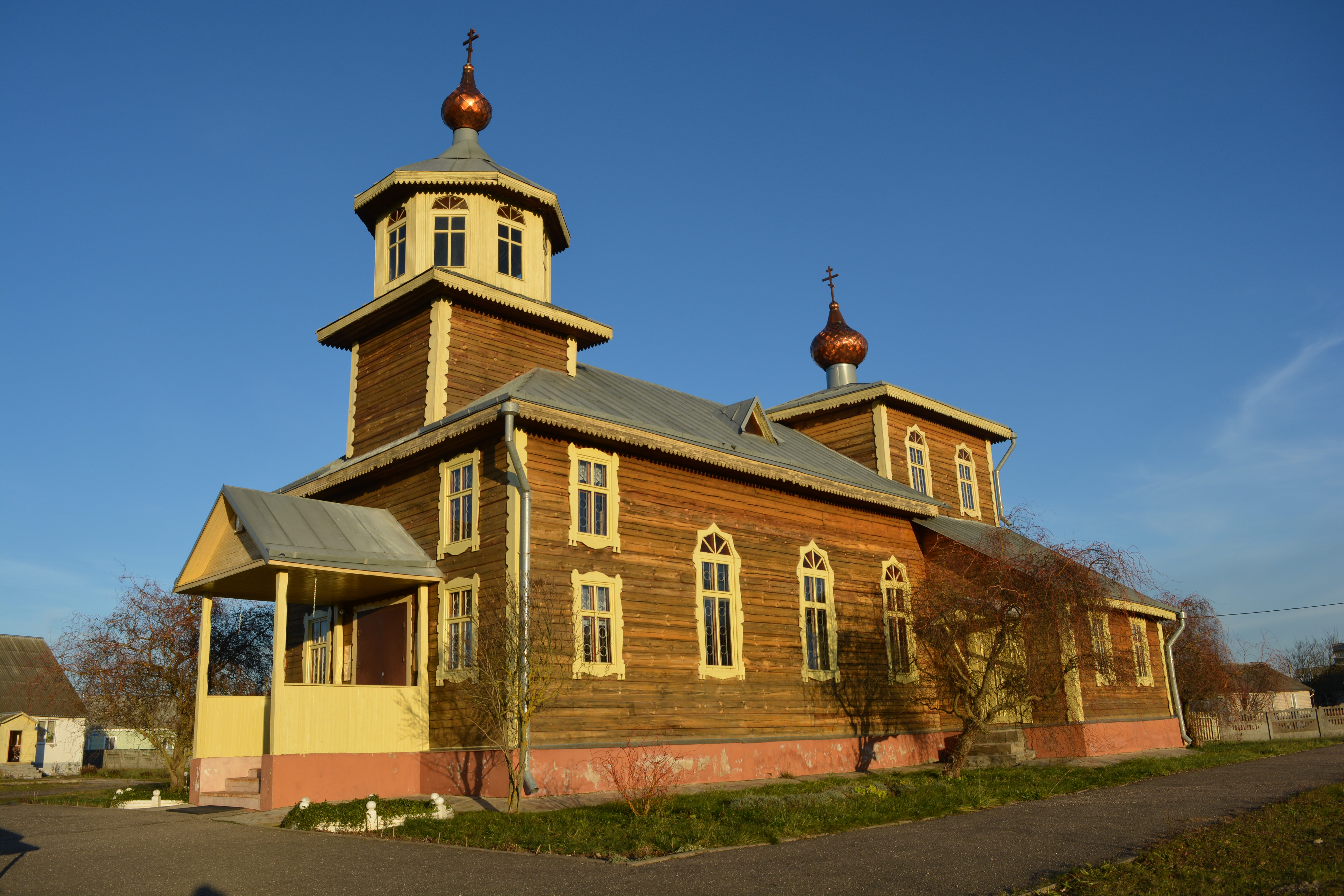